# Alfredo Capelli
Alfredo Capelli   (Milà, 5 d'agost de 1855 - Nàpols, 28 de gener de 1910) va ser un matemàtic italià, especialitzat en àlgebra.
Capelli es va graduar a la universitat de Roma el 1877, havent estudiat amb Giuseppe Battaglini. Després de la graduació va estudiar a la universitat de Pavia amb Luigi Cremona i a la de Berlín amb Weierstrass i Kronecker. El 1881 va ser nomenat professor d'àlgebra de la universitat de Palerm, llo que va ocupar fins al 1886 en que va obtenir per oposició la càtedra d'àlgebra de la universitat de Nàpols, en la qual va romandre la resta de la seva vida.
Els seus primers treballs de recerca van ser sobre teoria de grups, en els anys 1870's en els quals va publicar una dotzena d'articles sobre grups de permutacions i equacions algebraiques. La seva aportació més notable, però, són les identitats de Capelli, eines fonamentals en la teoria dels invariants.